# Turrifulgur
Turrifulgur is een geslacht van uitgestorven weekdieren uit de klasse van de Gastropoda (slakken).

## Soort
- Turrifulgur fusiforme (Conrad, 1840) †